# Макминвил (Орегон)
Макминвил (енгл. McMinnville) град је у америчкој савезној држави Орегон.

## Демографија
По попису из 2010. године број становника је 32.187, што је 5.688 (21,5%) становника више него 2000. године.
| Група             | 2000.          | 2010.          |
| Белци             | 21.294 (80,4%) | 23.693 (73,6%) |
| Афроамериканци    | 179 (0,7%)     | 233 (0,7%)     |
| Азијати           | 331 (1,2%)     | 494 (1,5%)     |
| Хиспаноамериканци | 3.879 (14,6%)  | 6.630 (20,6%)  |
| Укупно            | 26.499         | 32.187         |